# Chevrolet Bolt EUV
La Chevrolet Bolt EUV è una vettura elettrica di segmento C prodotta dalla casa automobilistica statunitense Chevrolet e disponibile negli Stati Uniti dal maggio 2021 fino al dicembre 2023.
La dicitura "EUV" nel nome del modello sta per "Electric Utility vehicle"

## Descrizione
La Bolt EUV è stata presentata il 14 febbraio 2021 e commercializzata sul mercato il 17 agosto 2021. La produzione è stata sospesa da novembre 2021 ad aprile 2022 a causa di alcuni problemi di affidabilità e delle scarse vendite.
È stata la prima Chevrolet a ricevere il sistema di assistenza alla guida autonoma Super Cruise che permette in determinate condizioni di guidare senza avere le mani sul volante. Il sistema avanzato di assistenza alla guida Super Cruise e il tetto apribile panoramico sono disponibili esclusivamente solo per la Bolt EUV.
A differenza delle prime versioni della Bolt "normali", la batteria del Bolt EUV è prodotta negli Stati Uniti presso gli stabilimenti LG nel Michigan. 
Il 25 aprile 2023, l'amministratore delegato di GM Mary Barra ha confermato che sia la Bolt e che Bolt EUV sarebbero state dismesse alla fine del 2023 per fare spazio alla "nuova generazione di veicoli elettrici" di GM. La produzione della Bolt EUV si è conclusa il 20 dicembre 2023.

## Specifiche
L'auto è alimentata da un motore elettrico a magneti permanenti da 150 kW (204 CV); con la batteria agli ioni di litio della LG Chem da 65 kWh, a causa delle dimensioni maggiori, l'autonomia secondo lo standard EPA è leggermente inferiore attestandosi a 397 chilometri. L'EUV è dotato di ricarica rapida CC di serie, utilizzando una presa CCS Combo 1 con una velocità massima di 55 kW e può aggiungere fino a 153 km nei primi 30 minuti.
L'EUV ha un passo di 74 mm più lungo della Bolt EV ed è 160 mm più lunga complessivamente arrivando a 4,31 m, aumentando lo spazio per le gambe dei sedili posteriori. Il raggio di sterzata del Bolt EUV è di 11,7 m.